# Rashad Vaughn
Rashad DeAndre Vaughn (Minneapolis, 16 agosto 1996) è un cestista statunitense.

## Carriera
Dopo una stagione in NCAA con gli UNLV Rebels (chiusa con quasi 18 punti di media) viene scelto alla diciassettesima chiamata del Draft 2015 dai Milwaukee Bucks.

## Palmarès

### Squadra
- Campionato ucraino: 1

Prometey: 2020-21

### Individuale
- McDonald's All-American Game (2014)